# Graduale Triplex

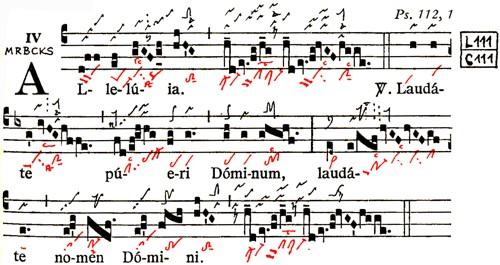
L'Alleluia Laudate pueri del Graduale Triplex. Al di sopra della notazione quadrata, in nero, la notazione metense, al di sotto, in rosso, la notazione sangallese.

Il Graduale Triplex è un graduale, un libro liturgico che contiene i canti della messa del repertorio gregoriano.
È stato pubblicato nel 1979 ed è stato continuamente ristampato dall'Abbazia di Solesmes su mandato ufficiale della Chiesa cattolica. 
Nel 1974 si era riproposta l'edizione del Graduale romanum del 1908, adattandola naturalmente all'ordine delle norme della liturgia postconciliare, ma mantenendo la notazione quadrata intatta. Il Graduale triplex ripropone i medesimi canti del Graduale romanum, aggiungendo però al di sopra ed al di sotto del tetragramma i neumi della notazione metense e della notazione sangallese. Precursore era stata l'edizione del Graduel neumé, riproduzione della copia personale del graduale del 1908 di dom Eugéne Cardine, caposcuola dello studio scientifico semiologico degli antichi codici, che contiene innumerevoli richiami annotati a margine di particolare interesse per uno studio approfondito, nonché la trascrizione dei neumi di diversi manoscritti.
Questa triplice notazione è l'originalità e la preziosità dell'opera. Infatti attraverso la comparazione delle notazione più antiche, si evita di considerare ogni singola notazione come fonte esclusiva e a sé stante di dati, secondo la prassi dello studio semiologico.

## Indicazioni
La notazione metense, scritta con inchiostro nero al di sopra del tetragramma, è tratta dal codice 239 di Laon (L) conservato nella biblioteca municipale di Laon e datato al X secolo.

La notazione sangallese, scritta con inchiostro rosso, è tratta dai codici di san Gallo 359 (C) del IX secolo, Einsiedeln 121 (E) di inizio XI secolo. In casi particolari sono stati utilizzati anche i codici di san Gallo 339 (G) dell'XI secolo, san Gallo 376 (SG) dell'XI secolo, san Gallo 390-391 (H) dell'XI secolo e Bamberga (B) del X secolo.

L'indicazione del codice di riferimento è riportata all'inizio di ogni brano all'interno di una cornice. Nell'esempio sopra riportato, la notazione metense è tratta dal codice L folio 111, la notazione sangallese dal codice C folio 111.
All'inizio di ogni brano viene inoltre riportato:
- il riferimento biblico cui il testo è tratto. Nell'esempio sopra riportato il testo è tratto dal salmo 112 versetto 1.
- il modo con cui deve essere eseguito. Nell'esempio sopra riportato L'alleluia viene cantato in IV modo o deuterus plagale.
- l'indicazione dei più antichi manoscritti secondo le indicazioni dell'Antiphonale Missarum Sextuplex. Nell'esempio sopra riportato il testo è contenuto in tutti i manoscritti di riferimento.

## Contenuto

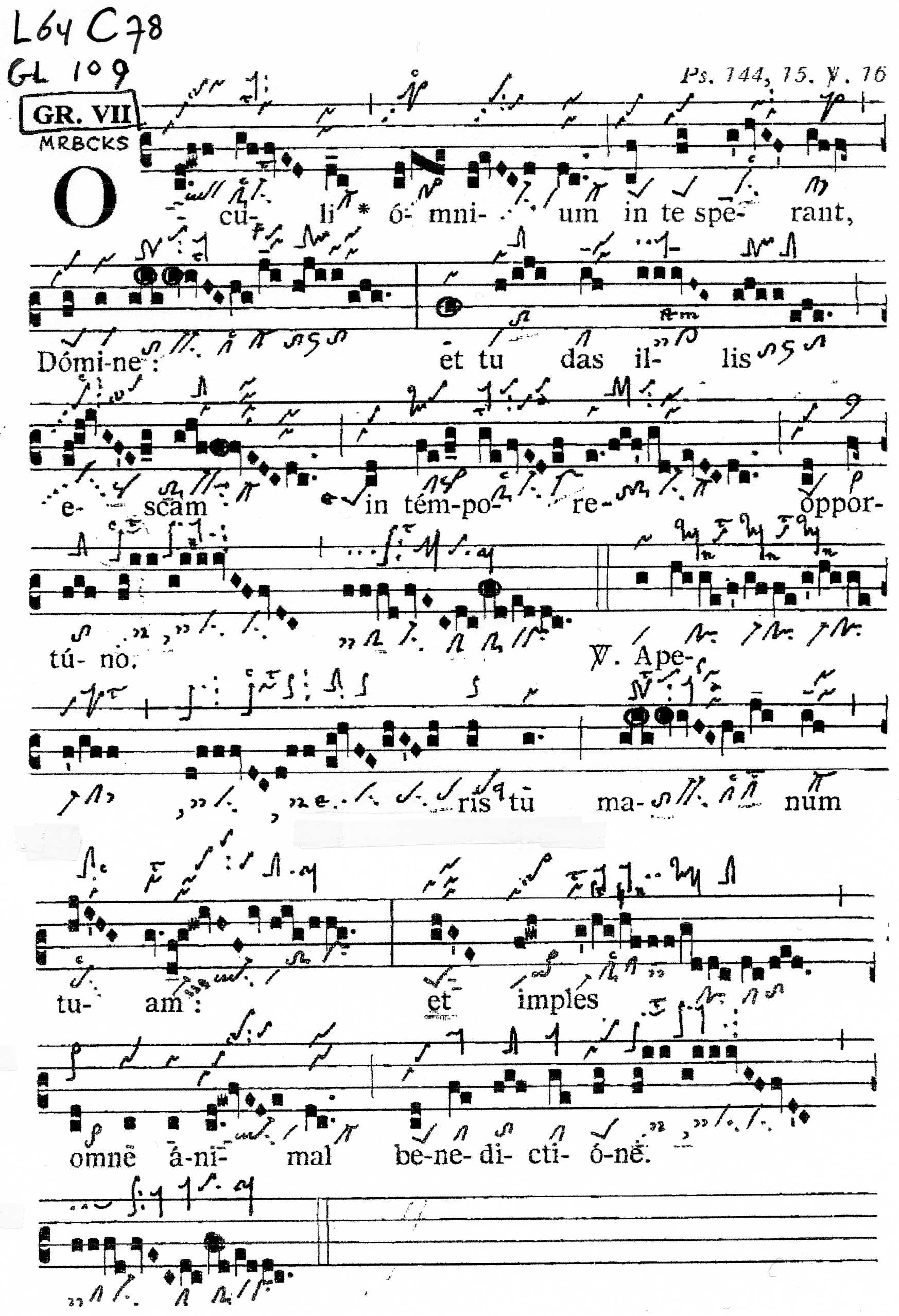
Una pagina del Graduale triplex

Essendo un graduale, il libro è una raccolta di canti della messa. 

I canti sono raggruppati in messe composte da Introitus, Graduale, Alleluia, Tractus, Sequentia, Offertorium e Communio. 

Oltre a questi canti del proprium missae, in talune celebrazioni, qualora il rito lo richieda, come ad esempio in occasione della settimana santa o del triduo pasquale, sono presentati altri canti come Antiphonae, Hymni, Cantica, eccetera.
A loro volta le messe sono suddivise in:
- Proprium de tempore: 
  - Tempus Adventus,
  - Nativitatis,
  - Tempus Quadragesimae,
  - Hebdomada sancta,
  - Triduum Paschale,
  - Tempus paschale,
  - Solemnitates Domini tempore per annum occurrentes.
- Communia:
  - Commune apostolorum,
  - Commune apostolorum vel martyrum,
  - Commune martyrum,
  - Commune pastorum,
  - Commune doctorum Ecclesiae,
  - Commune virginum,
  - Commune Sanctorum et Sanctarum.
- Proprium de sanctis, suddiviso per i mesi dell'anno.
- Missae rituales
- Missae ad diversa
- Missae votivae
- Segue poi la Liturgia defunctorum con le Missae in exsequiis e l'Ordo exsequiarum.